# Stelis mendozae
Stelis mendozae är en orkidéart som beskrevs av Carlyle August Luer. Stelis mendozae ingår i släktet Stelis och familjen orkidéer. Inga underarter finns listade i Catalogue of Life.